# صحة أبراهام لينكون

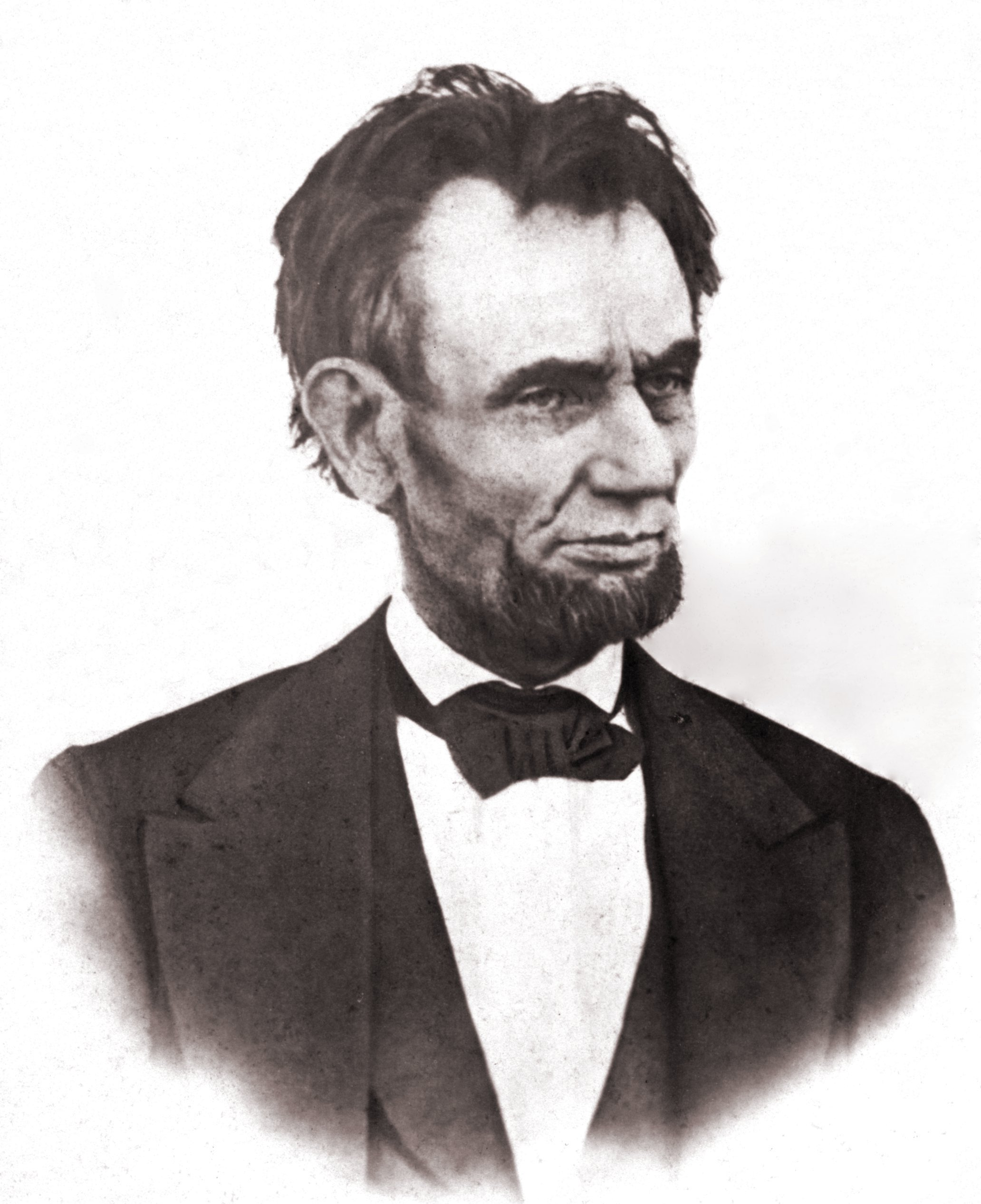
صورة للرئيس أبراهام لينكولن

كانت صحة أبراهام لنكون موضوع كل من التعليقات المعاصرة والفرضيات اللاحقة من قبل المؤرخين والعلماء. حتى منتصف العمر، كانت صحته جيدة إلى حد ما في ذلك الوقت. أصيب بالملاريا في العامين 1830 و 1835، وكانت الأخيرة أسوأ الحالتين. أصيب بالجدري في عام 1863 خلال وباء 1863 إلى 1864 في واشنطن العاصمة.
عانى فترات من الاكتئاب طوال حياته، والتي قد تكون وراثية، بسبب تجارب الحياة أو الصدمة، أو كليهما. تناول لينكولن حبوب زرقاء تحتوي على الزئبق. بناءً على سلوكه وحالته البدنية أثناء تناول الحبوب وبعد اقلاعه عنها، ربما يكون لينكولن قد عانى من التسمم بالزئبق. تم افتراض أن لينكولن كان يعاني من متلازمة مارفان أو، على الأرجح، الورم الصماوي المتعدد من النوع 2B ، وكلاهما من الأمراض الوراثية النادرة.

## الصحة والصدمة
على الرغم من الأحداث التالية، كانت صحة لنكولن حتى منتصف العمر جيدة إلى حد ما ليومه.

### الصدمة
عندما كان في التاسعة من عمره، ركل حصان لنكولن في رأسه في نوح جوردون ميل وفقد وعيه لعدة ساعات. تشمل الإصابات أو الصدمات الأخرى طوال حياته قطع يده بفأس مرة واحدة على الأقل، وتعرض لعضة صقيع من قدميه في 1830-1831، وضربه زوجته (على ما يبدو في عدة مناسبات)، وضربه بالهراوات على رأسه أثناء عملية سطو. في عام 1828. توفي لينكولن متأثرًا برصاصة في الرأس في عام 1865.

### الأمراض المعدية
الملاريا: أصيب لينكولن بالملاريا مرتين على الأقل. كان الأول عام 1830 مع بقية أفراد أسرته. كانوا قد وصلوا للتو إلى إلينوي في ذلك العام. الحلقة الثانية كانت في صيف عام 1835 عندما كان يعيش في نيو سالم. كان لنكولن حينها مريضًا لدرجة أنه تم إرساله إلى منزل الجيران لتلقي العلاج والرعاية.
الجدري: في 18 نوفمبر 1863، وأثناء تكريس مقبرة الجنود الوطنية، كان لينكولن مريضًا جدًا بالجدري. يعتقد منذ فترة طويلة أنها كانت مجرد حالة خفيفة، تشير الأعمال الحديثة إلى أنه كان مرضًا خطيرًا. على الرغم من أنه لم يضعف لينكولن، إلا أن المرض أثر بشكل كبير على روتين البيت الأبيض، وحدّ من المستشارين الذين يمكن أن يلتقي بهم. أثناء رعايته، أصيب خادم لينكولن ويليام إتش. جونسون بالمرض وتوفي في النهاية في يناير 1864. رتب لنكولن ودفع تكاليف دفن جونسون في مقبرة أرلينغتون الوطنية.

### الصحة العقلية
وصف لينكولن بشكل معاصر بأنه يعاني من الكآبة، وهي حالة يصفها اختصاصيو الصحة العقلية الحديثة بالاكتئاب السريري. عانى لينكولن من مزاج مكتئب بعد الأحداث المؤلمة الكبرى، مثل وفاة آن روتليدج في أغسطس 1835، ووقف خطبته (المزعومة) مع ماري تود لينكولن في يناير 1841 (وبعد ذلك خشي العديد من المقربين انتحار لنكولن) وبعد معركة بول ران الثانية. شهد لينكولن خلال حياته وفاة العديد من أفراد الأسرة المقربين، بما في ذلك والدته وأخته واثنان من أبنائه، إيدي وويلي. شعرت ماري لينكولن أن زوجها واثق للغاية، وكان حزنه يميل إلى الإضراب في بعض الأحيان لأنه تعرض للخيانة أو أنه غير مدعوم من قبل أولئك الذين يؤمن بهم. ما إذا كان قد عانى من الاكتئاب باعتباره ميلًا وراثيًا، أو كرد فعل لصدمات عاطفية متعددة في حياته، أو مزيجًا منها، فهذا الموضوع كثير التخمينات الحالية.
غالبًا ما كافح لينكولن مزاجه الكئيب من خلال الخوض في أعمال الدعابة، والتي من المحتمل أن تكون آلية صحية للتعامل مع اكتئابه.

### العلاج
تتفق ذكريات زملاء لينكولن القانونيين (جون تي ستيوارت، وهنري كلاي ويتني، وورد هيل لامون، وويليام هيرندون) على أن لينكولن تناول حبوب الكتلة الزرقاء، والتي كانت توصف عادة للتوهم بالمرض والكآبة. كان يستخدم منذ القرن السادس عشر لعلاج مرض الزهري وبحلول منتصف القرن التاسع عشر تم وصفه لمجموعة متنوعة من الأمراض. العنصر النشط للكتلة الزرقاء هو عنصر الزئبق - وهي مادة معروفة الآن بأنها سم عصبي في حالتها الفالبروية وقد عُرفت بأنها سامة لعدة قرون.
ربما يكون لينكولن قد تناول حبوب الكتلة الزرقاء للإمساك، وكذلك المراق، أو ما يسمى بالإمساك المستمر - عقدة الكآبة. كلا الحالتين معروفين جيدًا من قبل أصدقائه وعائلته كان لهما تأثير كبير على لينكولن طوال حياته.
مؤلفو حبوب أبراهام لنكولن الزرقاء: هل عانى رئيسنا السادس عشر من التسمم بالزئبق؟ وجدوا أنه من الافتراض المعقول أن لينكولن قد عانى من التسمم بالزئبق بسبب الاختلافات في سلوكه وحالته الجسدية عندما كان يتناول حبوب الكتلة الزرقاء مقابل عندما توقف عن تناول الحبوب. عندما كان يتناول الحبوب الجماعية الزرقاء، كان عرضة لنوبات الغضب والسلوك الغريب وفقدان الذاكرة والأرق. ترتجف يديه عندما يكون تحت الضغط. أخذ الدواء جعل لينكولن يشعر بأنه «صليب». هذه المشاكل، التي وصفها بالتفصيل المقربون منه، هي أعراض شائعة للتسمم بالزئبق. عندما توقف عن تناول الدواء، وأثناء فترة من الضغط الشخصي والمهني العميق، «يتصرف كقديس». قد يكون لنكولن أيضًا آثار طويلة المدى نتيجة التسمم بالزئبق، مثل تلف الأعصاب الذي أثر على مشيته.
بعد فترة وجيزة من تنصيبه عام 1861، اندلع غضب مفاجئ ومثير للقلق أثناء محادثة في البيت الأبيض. بعد أن اكتشف لينكولن أن حبوب الكتلة الزرقاء جعلته «صليب»، توقف عن تناولها حوالي أغسطس 1861 (بعد 5 أشهر من تنصيبه في مارس). ثم تضاءل غضبه بشكل كبير، لدرجة أنه نادرًا ما يعبر عن غضبه، وبعد ذلك فقط عندما يكون الموقف مناسبا.
الشيء اللافت للنظر في مزاج لنكولن ليس عدد مرات اندلاعه، ولكن في ندرة حدوثه، مع الأخذ في الاعتبار عدد المرات التي واجه فيها وقاحة الكتّاب، وإساءة معاملة الأصدقاء والمعارضين على حد سواء، والأنانية للمحررين وأعضاء مجلس الشيوخ والنواب والحكام أعضاء مجلس الوزراء، والجنرالات، وقطعان الآخرين الذين أزعجه دون رحمة بشأن همومهم التافهة.
- مايكل بورلينجيم، العالم الداخلي لأبراهام لنكولن، 1994

### عادات الجسم
جذبت طبيعة جسم لينكولن أو هيكله الانتباه عندما كان على قيد الحياة، ولا يزال يجذب الانتباه اليوم بين المهنيين الطبيين.
- الطول: عندما كان طفلاً، كان لينكولن طويل القامة، واصفًا نفسه بأنه «رغم صغر سنه، كان كبيرًا في مثل عمره». بلغ طوله البالغ 6 أقدام و 4 بوصات (1.93 م) في سن لا يتجاوز سن 21.

- الوزن: بالرغم من أن عضلاته جيدة كشاب بالغ، إلا أنه كان نحيفًا دائمًا. تشير أدلة مشكوك فيها إلى أن لينكولن كان يزن أكثر من 200 رطل (90 كجم) في عام 1831، لكن هذا لا يتفق مع العبارة المؤكدة لهنري لي روس («الحقيقة هي أن لنكولن لم يزن أبدًا أكثر من 175 رطلاً في حياته»)، تذكر ديفيد تورنهام («كان يزن حوالي 160 رطلاً في عام 1830»)، وكان أحد الجيران في نيو سالم يدعى كامرون («نحيف مثل فاصولياء وقبيح مثل الفزاعة»). كان وزن لينكولن المعلن عنه بنفسه 180 رطلاً (81.5 كجم) عام 1859. ويعتقد أن وزنه كان أقل خلال فترة رئاسته.

استبدلت النظرية القائلة بأن عدم تناسق وجه لنكولن كان مظهرًا من مظاهر الميكروسوميا القحفية الوجهية بتشخيص ارتداد الرأس الأمامي الأيسر، وهو نوع من تعظم الدروز الباكر.

## نظريات الاضطراب الجيني
قدمت العديد من الادعاءات بأن صحة لينكولن كانت تتدهور قبل الاغتيال. غالبًا ما تستند هذه الصور إلى صور لنكولن تظهر فقدان الوزن وهزال العضلات. تشير النظريات إلى أنه عانى من الأورام الصماء المتعددة من النوع 2B (MEN2B) أو متلازمة مارفان، وهي اضطرابات وراثية نادرة. قد يكون تحليل الحمض النووي لغطاء وسادة ملطخ بدم لنكولن، والذي يوجد حاليًا في حوزة متحف ومكتبة الجيش الكبير للجمهورية في فيلادلفيا، قادرًا على حل الأسئلة المفتوحة حول صحة لينكولن.

### متلازمة مارفان
بناءً على المظهر الجسدي غير العادي لنكولن، اقترح الدكتور أبراهام جوردون في عام 1962 أن لينكولن يعاني من متلازمة مارفان. تم التفكير في اختبار الحمض النووي لمتلازمة مارفان في لينكولن في التسعينيات، ولكن لم يتم إجراء مثل هذا الاختبار.
كان تاريخ لينكولن للقلب والأوعية الدموية وحدته البصرية الطبيعية غير ملحوظ ومن الاعتراضات الرئيسية على الفرضية، واليوم يعتبر علماء الوراثة التشخيص غير مرجح.

### الورم الصماوي المتعدد من النوع الثاني
في عام 2007، اقترح الدكتور جون سوتوس أن لينكولن كان لديه أورام صماء متعددة من النوع 2B (MEN2B). تقترح هذه الفرضية أن لينكولن كان لديه جميع السمات الرئيسية للمرض: شكل الجسم المارفانوي، والشفتين الكبيرة المتعرجة، والإمساك، ونقص التوتر، وتاريخ متوافق مع السرطان - الذي ينسب إليه سوتو وفاة أبناء لينكولن إيدي وويلي وتاد، وربما والدته. يُشار أيضًا إلى الشامة على خد لينكولن الأيمن، وعدم تناسق وجهه، وفكه الكبير، وجفنه المتدلي، والاكتئاب الكاذب كمظاهر لـ MEN2B. MEN2B هو اضطراب وراثي، وقد تم مؤخرًا إثبات أن نانسي لينكولن، والدة لينكولن البيولوجية، تتمتع بالعديد من ملامح الوجه غير العادية التي يتمتع بها ابنها، فضلاً عن المظهر المارفانوي.
طول عمر لينكولن هو التحدي الرئيسي لفرضية MEN2B: عاش لنكولن فترة طويلة بما يكفي ليتم اغتياله في سن 56. من المفهوم عمومًا أن عدم معالجة MEN2B يؤدي إلى الوفاة بحلول منتصف الثلاثينيات من العمر، ولكن هناك العديد من الحالات المبلغ عنها لمرضى MEN2B الذين ظلوا على قيد الحياة في خمسينياتهم مع عدم وجود علاج أو القليل من العلاج. يمكن إثبات الفرضية عن طريق اختبار الحمض النووي.

## نظريات زائفة
كانت الادعاءات بأن لينكولن كان مصابًا بمرض الزهري حوالي عام 1835 مثيرة للجدل. كان مرض الزهري مصدر قلق شائع بين الشباب قبل إدخال البنسلين لأن مرض الزهري كان شائعًا إلى حد ما في تلك الحقبة. شبّه الأطباء الخوف من مرض الزهري ورهاب الزُّهري بالخوف الحديث من الإيدز، وهو أيضًا مميت وغير قابل للشفاء
كتب كاتب السيرة الذاتية ديفيد دونالد في عام 2003، أن «الأطباء المعاصرين الذين فحصوا الأدلة يتفقون على أن لينكولن لم يصاب بالمرض أبدًا». على سبيل المثال، لم يكن لديه أي من علامات مرض الزهري الثالث. يقترح الأطباء أنه مصاب بمرض الزهري

### رنح مخيخي شوكي
لم تعد النظرية القائلة بأن لنكولن مصابًا بالنوع الخامس من الرنح المخيخي مقبولًا.